# Pietre runiche di Broby bro

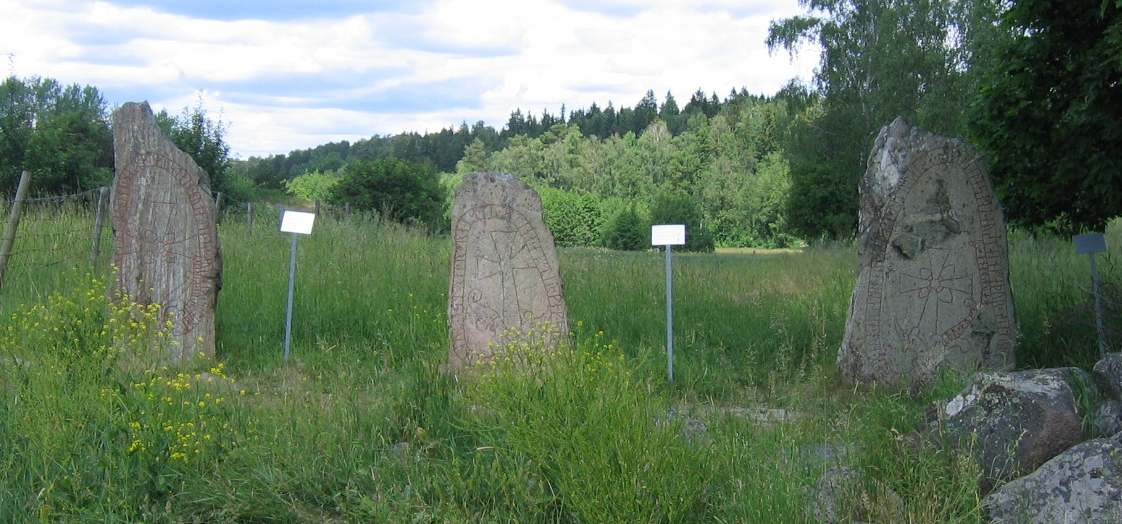
Le pietre runiche U 136, U 137 e U 135 sono state spostate di pochi metri dal loro sito originale per preservarle da vibrazioni e inquinamento prodotti dal traffico automobilistico.

A Broby bro, Uppland, Svezia, si possono visitare sei pietre runiche facenti parte del gruppo di monoliti identificati come le Pietre runiche di Jarlabanke. Questi monoliti sono siti lungo la strada, ma alcuni di essi, U 136, U 137 e U 135, sono stati spostati di qualche metro per preservarli da eventuali danneggiamenti provocati dal traffico automobilistico. I manufatti risalgono all'incirca agli anni 1020-1050. Tutte le pietre sono legate al capoclan Jarlabanke e alla matriarca Estrid.
La pietra runica U 137 ci informa che Estrid e Östen ebbero un figlio chiamato Gag, il quale morì e ci informa anche che all'epoca della sua realizzazione Östen era ancora in vita. Le altre pietre (U 135 e U 136) sono uguali e ci dicono che Östen si recò a Gerusalemme e perse la vita nell'Impero Bizantino.
Estrid e Östen ebbero tre figli: Ingefast, Östen e Sven; i quali realizzarono un ponte e il tumulo sepolcrale del loro padre. Queste pietre gemelle dimostrano che il figlio di nome Gag morì quando era ancora molto piccolo e non si riscontra una sua menzione su di esse.

## U 135

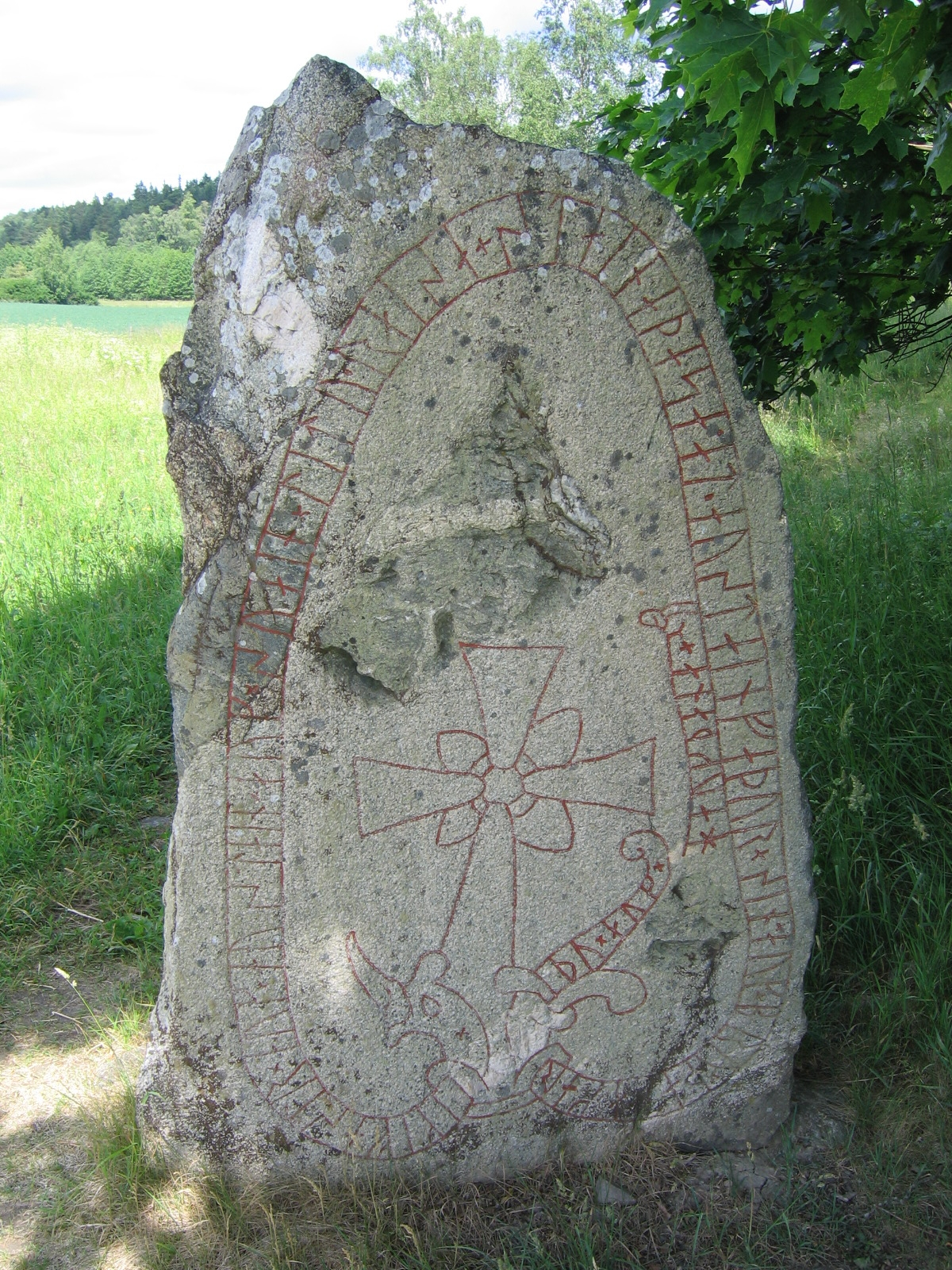
U 135

### Traslitterazione in caratteri latini
× ikifastr × auk × austain × auk × suain × litu * raisa + staina þasa * at * austain faþur × sin × auk × bru × þasa karþu × auk × hauk þana ×

### Trascrizione in norreno
Ingifastr ok Øystæinn ok Svæinn letu ræisa stæina þessa at Øystæin, faður sinn, ok bro þessa gærðu ok haug þenna.

### Traduzione in Italiano
Ingifastr e Eysteinn e Sveinn hanno eretto queste pietre in memoria di Eysteinn, loro padre, e fecero questo ponte e questo tumulo.

## U 136

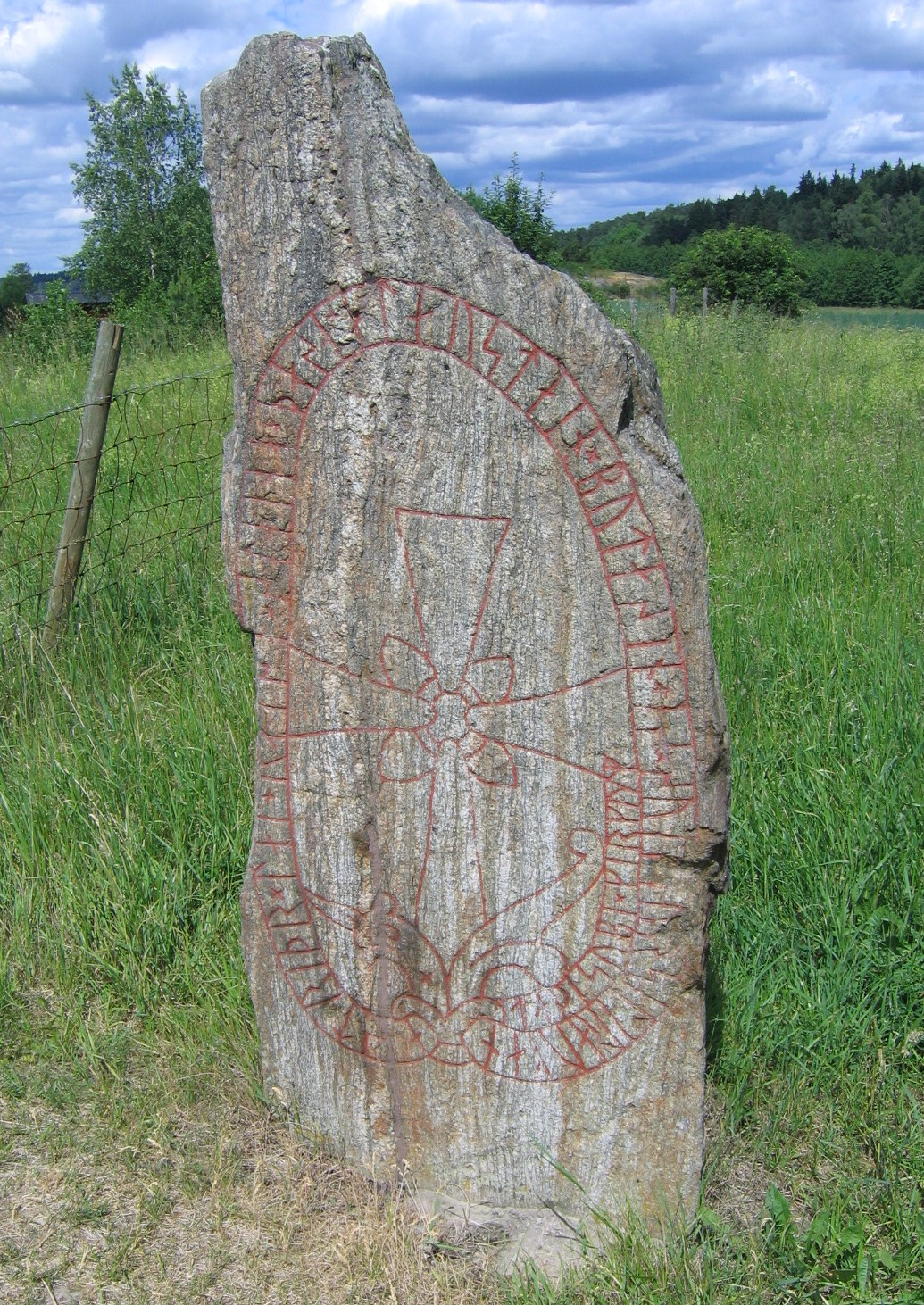
U 136

### Traslitterazione in caratteri latini
× astriþr × la(t) + raisa × staina × þasa × [a]t austain × buta sin × is × suti × iursalir auk antaþis ub i × kirkum

### Trascrizione in norreno
Æstriðr let ræisa stæina þessa at Øystæin, bonda sinn, es sotti IorsaliR ok ændaðis upp i Grikkium.

### Traduzione in italiano
Ástríðr ha eretto questa pietra in memoria di Eysteinn, suo marito, che attaccò Gerusalemme e trovo la sua fine in Grecia.

## U 137

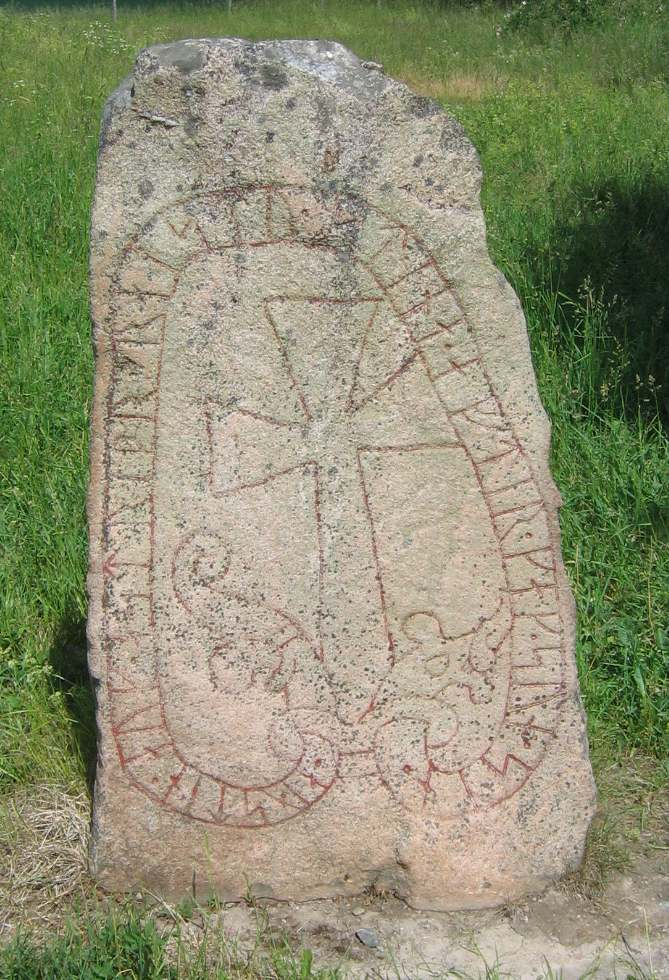
U 137

### Traslitterazione in caratteri latini
* aystin * auk * astriþr * raistu * stina * aftir * kak * sun * sin *

### Trascrizione in norreno
Øystæinn ok Æstriðr ræistu stæina æftiR Kag(?)/Gag(?), sun sinn.

### Traduzione in italiano
Eysteinn e Ástríðr eressero la pietra in memoria di Kagr(?)/Gagr(?), loro figlio.

## U 139

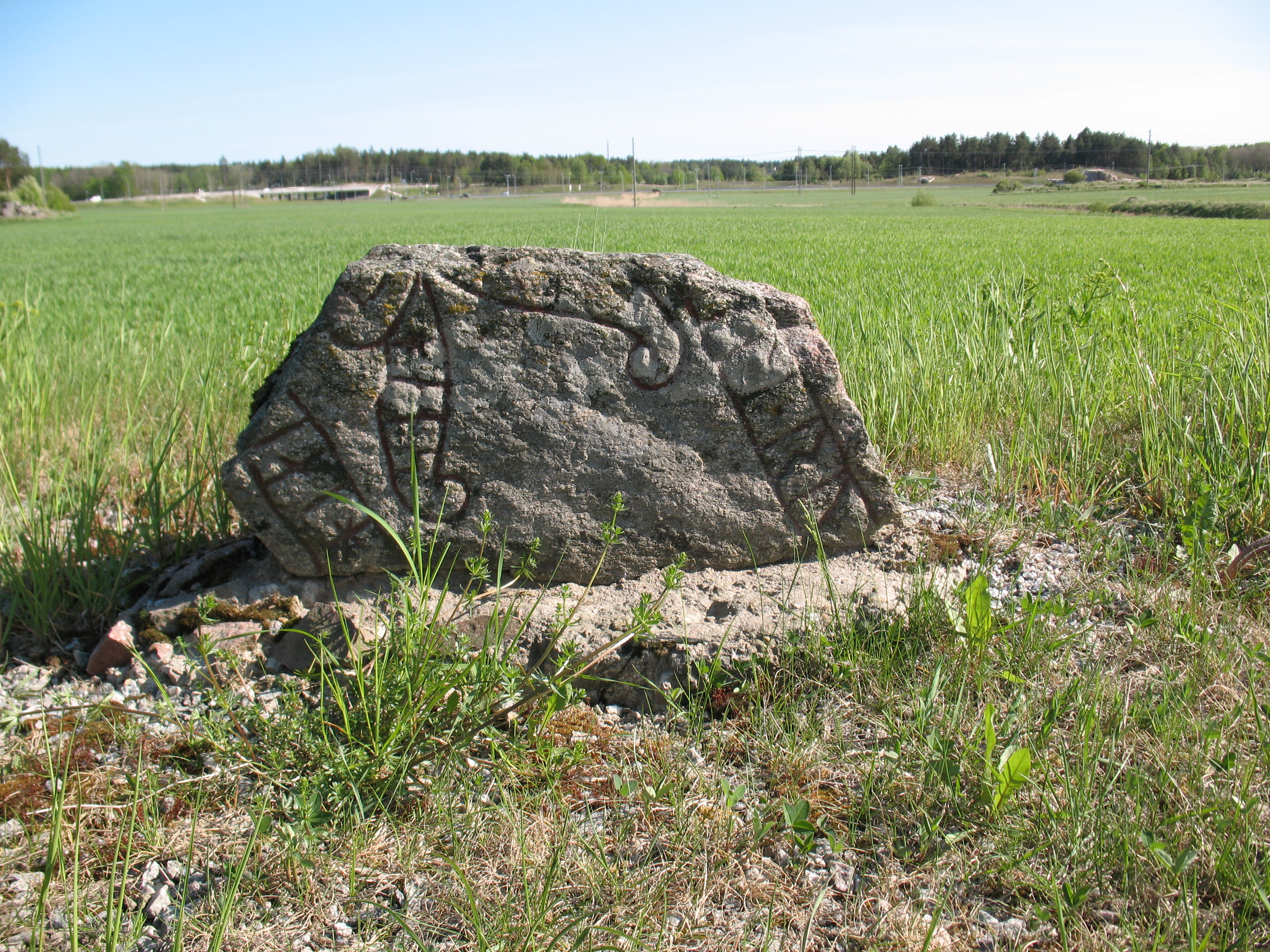
U 139

### Traslitterazione in caratteri latini
... ...sti ' ru... ... * hia(l)... ... hans

### Trascrizione in norreno
... [ri]sti ru[naR] ... hial[pi] ... hans

### Traduzione in italiano
... incise le rune ... possa aiutare ... sua

## U 151

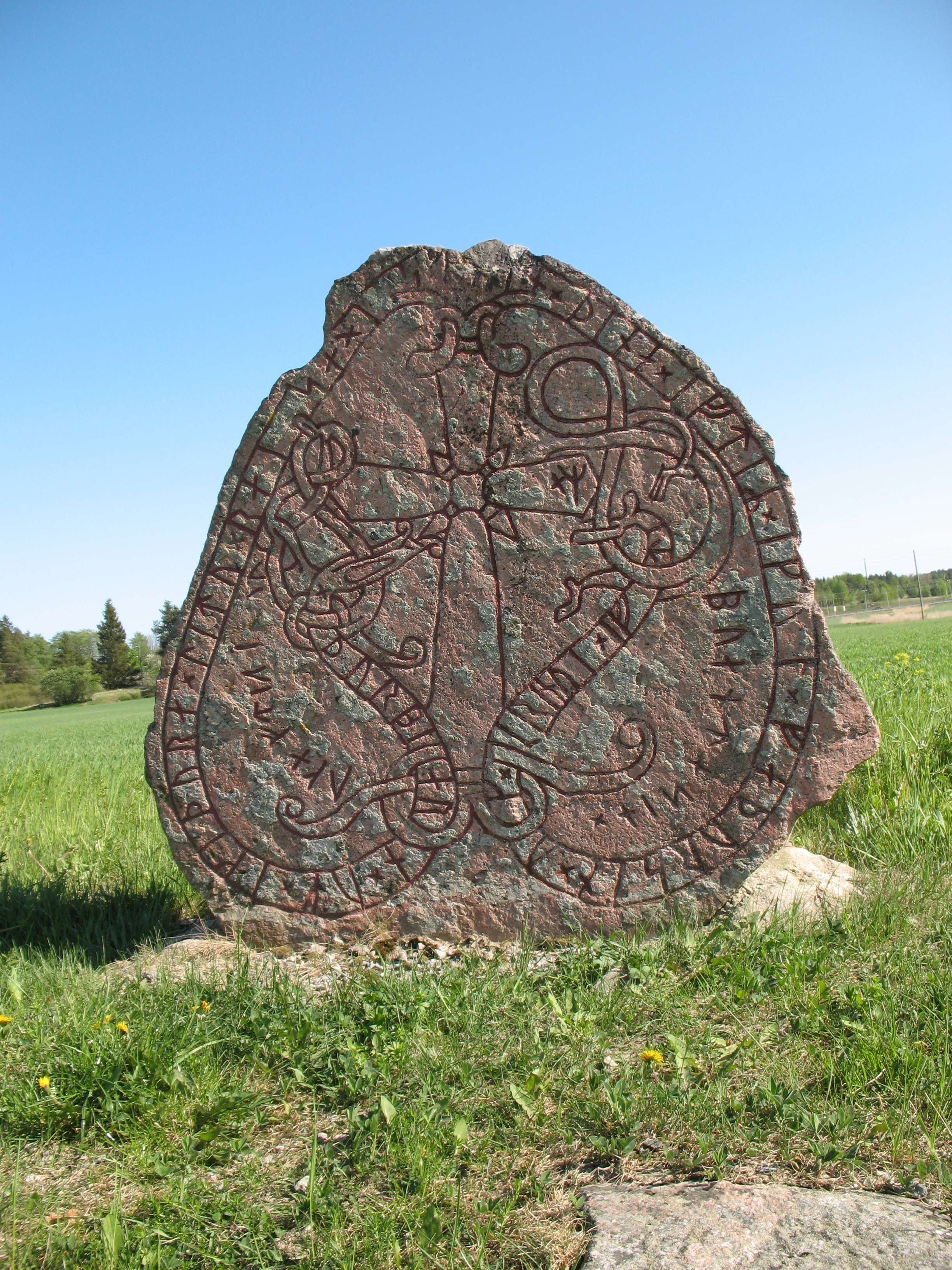
U 151

### Traslitterazione in caratteri latini
× þurbiarn × uk × ikiþura × litu × raisa × ist[ai]n × þina × iftiR × ikul × faþur sin × uk × irinui × iftiR × buanta sin × uk afti(R) ---

### Trascrizione in norreno
Þorbiorn ok Ingiþora letu ræisa stæin þenna æftiR Igul, faður sinn, ok Ærinvi æftiR boanda sinn ok æftiR ...

### Traduzione in italiano
Þorbjôrn e Ingiþóra hanno eretto questa pietra in memoria di Ígull, loro padre; e Erinvé in memoria di suo marito e in memoria di ...